# 李奎昭
李奎昭（1464年—？），字文振，江西臨江府新喻縣人，民籍，明朝政治人物。

## 生平
弘治五年（1492年）壬子科江西鄉試第三十九名舉人。弘治十五年（1502年）中式壬戌科會試第九十九名，三甲第一百四十名進士。任浙江温州府平阳县知县。

## 家族
曾祖李廷宇；祖父李德建；父李三陽，母彭氏。慈侍下。